# 2005年度RoadShow至尊音樂頒獎禮得獎名單
RoadShow至尊音樂頒獎禮2005已於2006年1月6日假座香港會議展覽中心舉行，當晚共頒發12個項目，總共44個獎項，以下為當晚的得獎名單：

## 至尊歌曲
1. 容祖兒——《明日恩典》
2. Twins——《森巴皇后》
3. 陳奕迅——《夕陽無限好》
4. 鄭中基——《無賴》
5. 楊千嬅——《烈女》
6. 古巨基——《天才與白痴》
7. 方力申——《ABC君》
8. 何韻詩——《化蝶》
9. 麥浚龍——《雌雄同體》
10. 周國賢——《極樂》
11. 薛凱琪——《小黑與我》
12. 陳小春——《風流》
13. 達明一派——《達明一派對》
14. 劉德華——《繼續談情》
15. 劉德華——《再說一次我愛你》

## 至尊男歌手
- 古巨基
- 鄭中基
- 劉德華

## 至尊女歌手
- 容祖兒
- 楊千嬅
- 何韻詩

## 至尊音樂創作歌手
- 達明一派
- 藍奕邦
- 周國賢

## 至尊手機鈴聲
- Twins——《冬令時間》
- 鄧麗欣——《黑白照》
- 陳慧琳、陳曉琪——《他約我去迪士尼》

## 至尊新人男歌手
- 側田
- 應昌佑
- 關智斌

## 至尊新人女歌手
- 周麗淇
- 蔣雅文
- 衛蘭

## 至尊新組合
- Soler
- Krusty

## 至尊潛力新人
- 葉宇澄
- 梁靖琪

## 至尊人氣獎
- 鄧麗欣
- 梁洛施

## 至尊舞台演繹
- EO2
- 官恩娜（捉迷藏）

## 至尊舞台星光演繹
- 陳小春
- 吳浩康
- 鄭希怡

## 媒體播放
由2006年1月10日至1月底，RoadShow路訊通及新資訊將於其節目內播出精華片段。另外，本年度之賽果並不計算入四台聯頒音樂大獎內。